# Odonymie

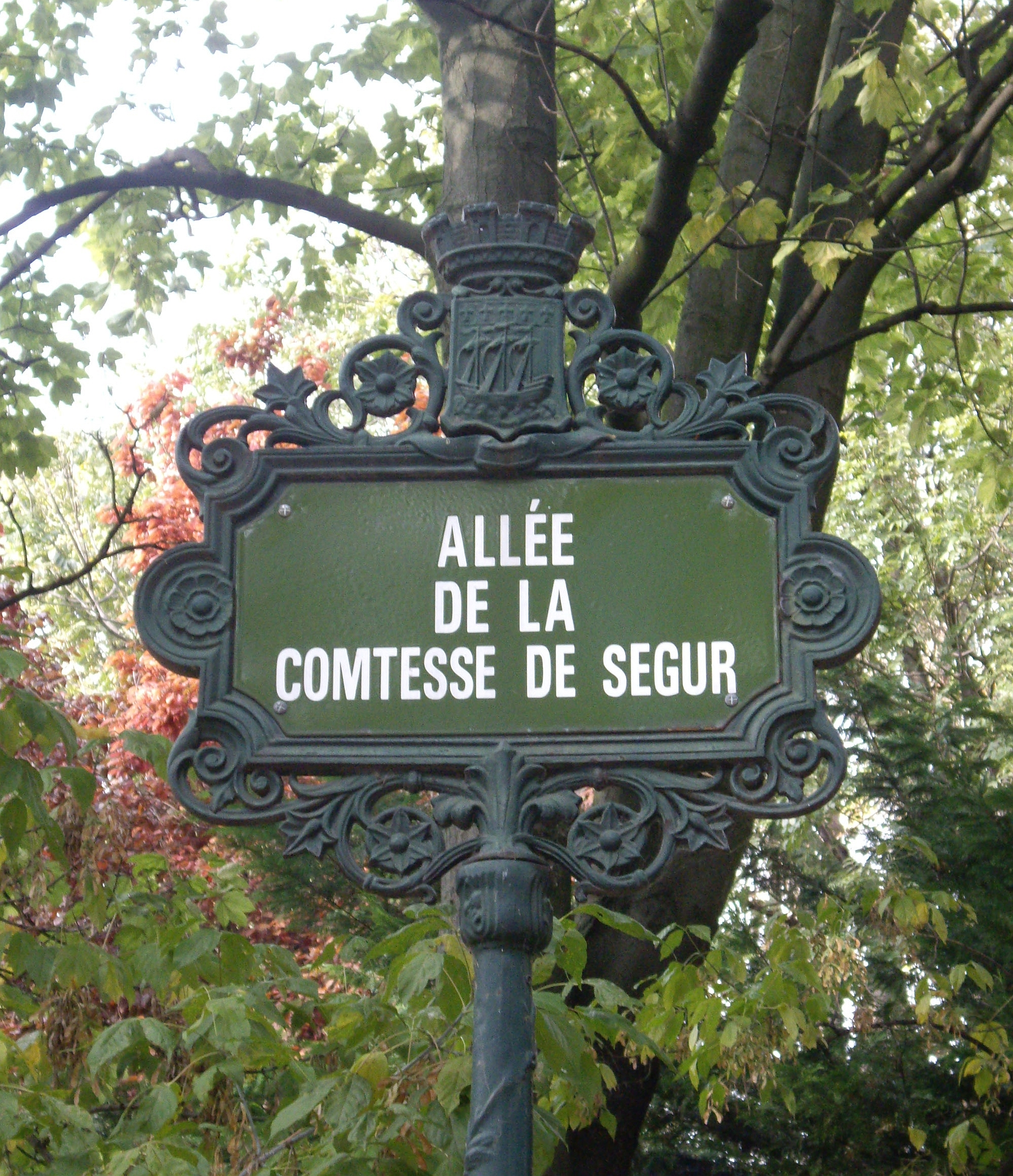
Plaque de rue au parc Monceau, à Paris.

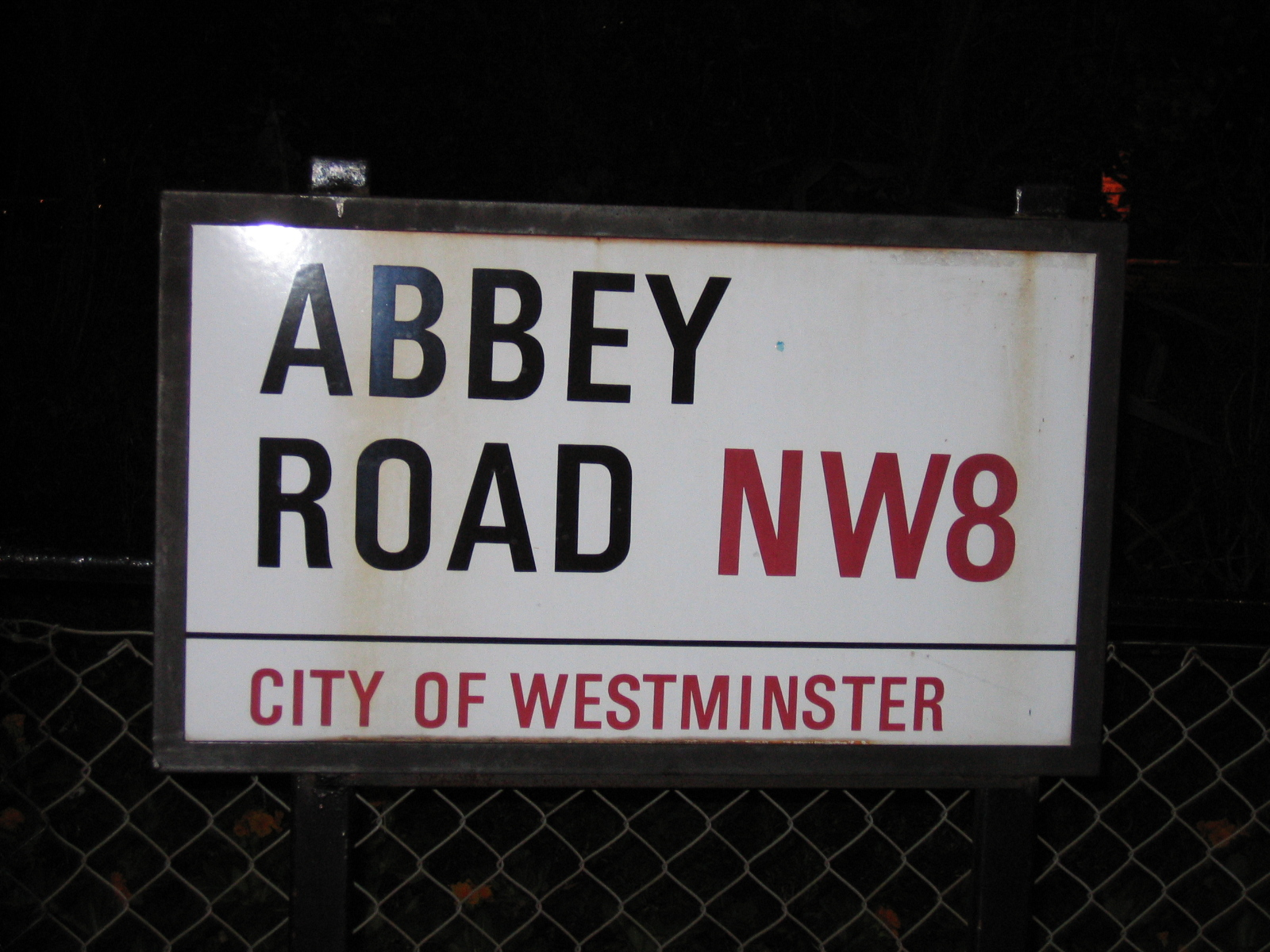
Plaque d’Abbey Road à Londres, Royaume-Uni.

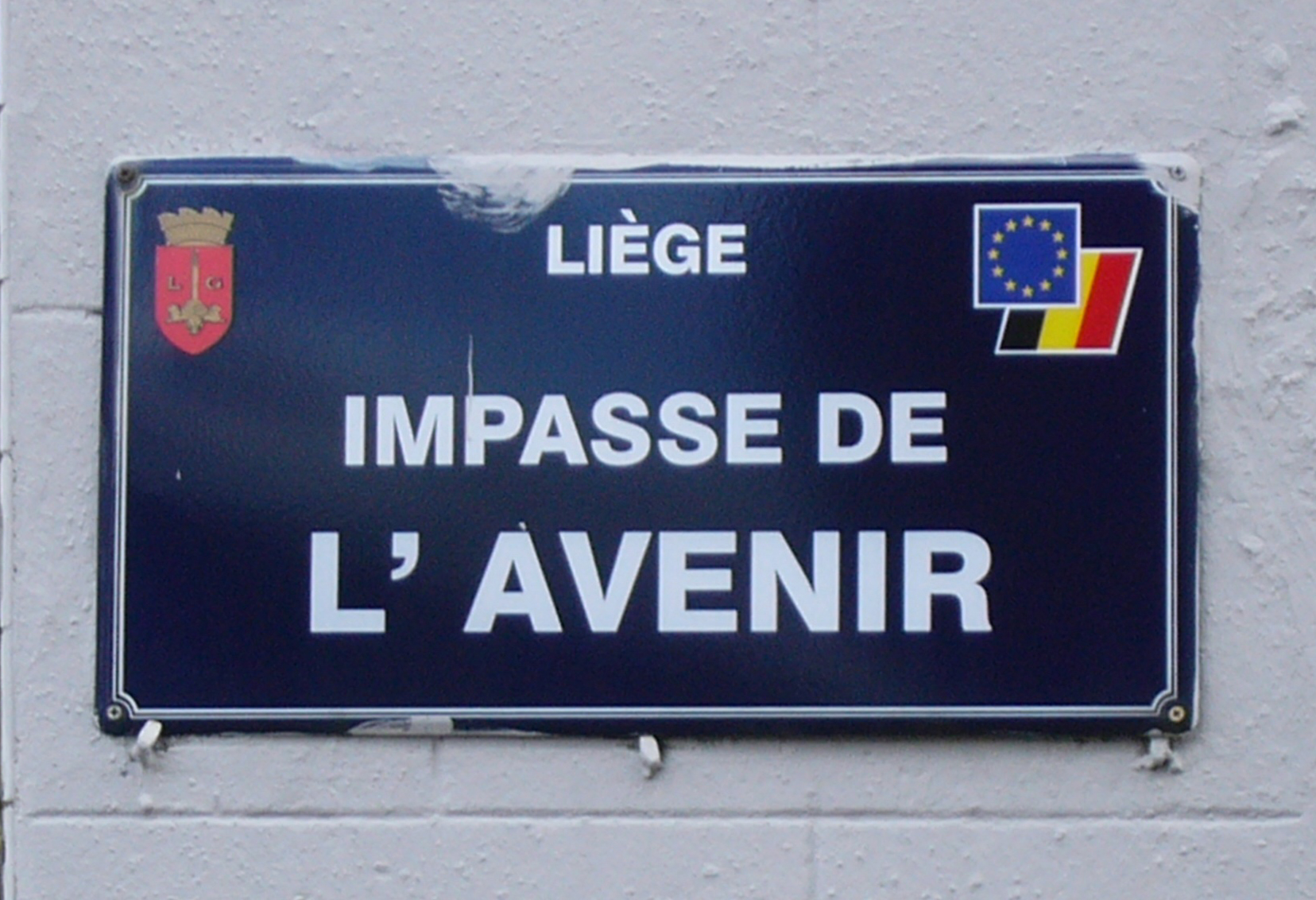
À Liège (Belgique) : parfois une certaine ironie…

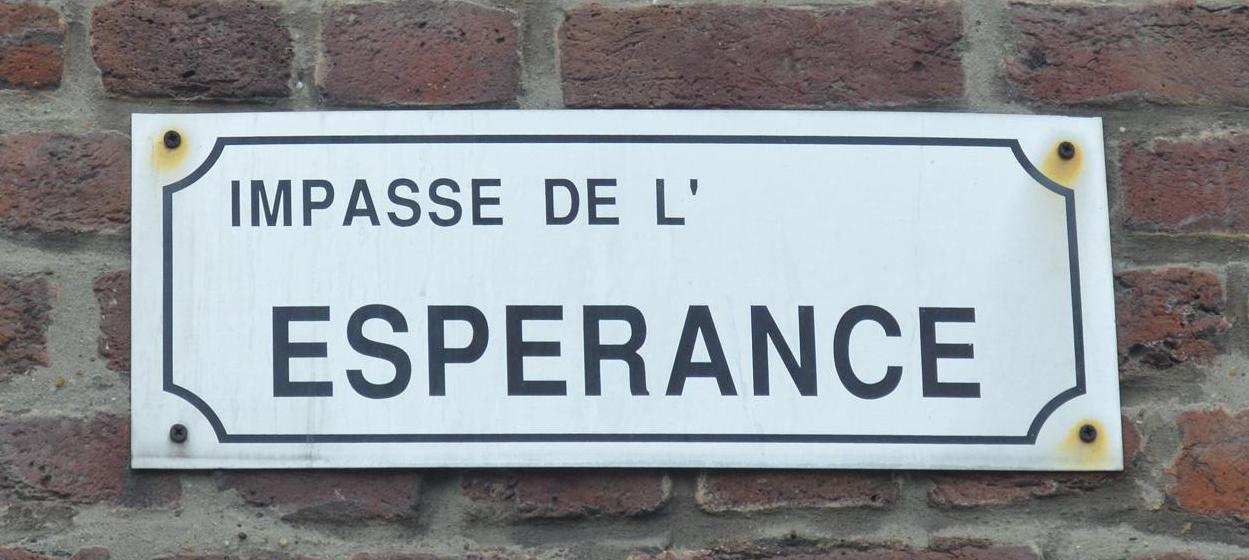
Et même toujours à Liège…

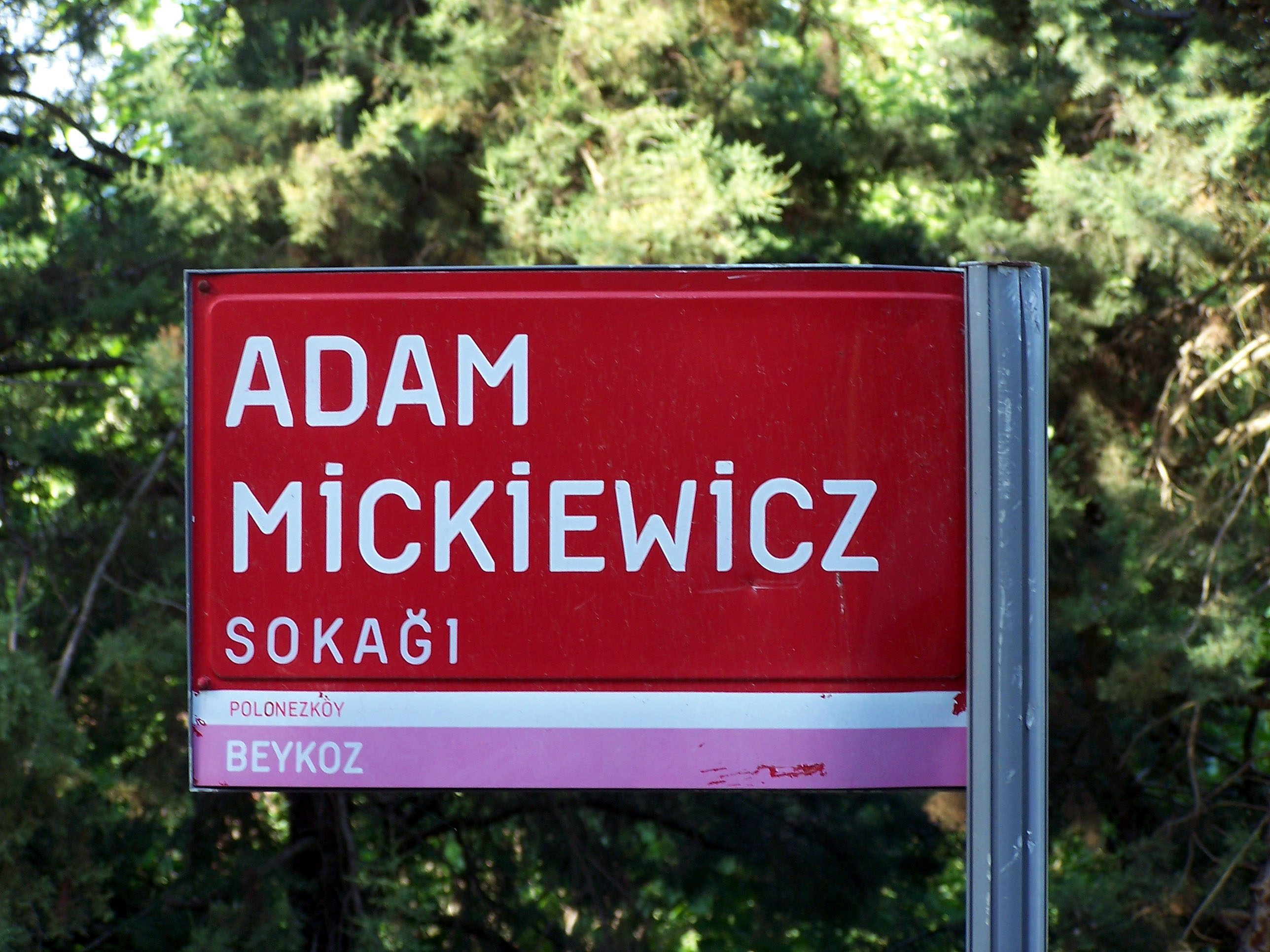
Plaque de la rue Adam-Mickiewicz à Beykoz, İstanbul, Turquie. La partie rouge indique le nom de la rue, la partie blanche le quartier et la partie inférieure le district.

L’odonymie est l'étude des odonymes, parfois aussi écrits hodonymes, noms propres désignant une voie de communication. Un odonyme peut être le nom d'une rue, d'une route, d'une place, d'un chemin, d'une allée. Elle s'inscrit dans le domaine de la toponymie qui étudie plus largement les noms de lieux en géographie et dans le domaine plus général de l'onomastique, l'étude des noms propres.
Un odonyme comporte généralement deux parties : un nom individuel (« Victor-Hugo », « République », etc.) et un indicateur du type de voie dont il s'agit (« rue », « boulevard », etc.). En général, un odonyme est un élément d'une adresse postale (mais ce n'est pas systématique) ; les édifices le long de la voie peuvent posséder un numéro pour permettre leur identification individuelle.

## Étymologie
Le terme français « odonyme » vient du grec ancien ὁδός (hodós, « route ») et du suffixe « -onyme », provenant du grec ancien ὄνυμα (ónuma [= ὄνομα (ónoma)], « nom », que l'on retrouve dans anthroponyme, patronyme, domonyme ou même synonyme).

## Principes
De façon typique, un odonyme est formé de deux ou trois parties :
1. un terme générique, indiquant le type de voie ;
2. un terme spécifique, désignant particulièrement la voie ;
3. si la langue le permet, les deux parties peuvent être reliées par une préposition (« de », « au »), ou non.

Un odonyme classique peut donc être par exemple Main Street, Strada Nuova, Berliner Straße ou Route nationale 7. Certaines voies ne possèdent pas de terme générique, par exemple la Canebière à Marseille ou Unter den Linden à Berlin. Réciproquement, certains odonymes ne possèdent aucun terme spécifique comme The Mall à Londres ou le Boulevard (en) à Atlanta.
Un odonyme peut inclure une direction (est, ouest, nord, sud ou les quadrants nord-ouest, nord-est, sud-ouest, sud-est), particulièrement dans les villes utilisant un plan en damier : East Roosevelt Boulevard, 14th Street NW, etc. D'autres qualificatifs peuvent être apportés : « haut / bas », « vieux / nouveau », « prolongé(e) », etc.

## Typologie

### Commerces

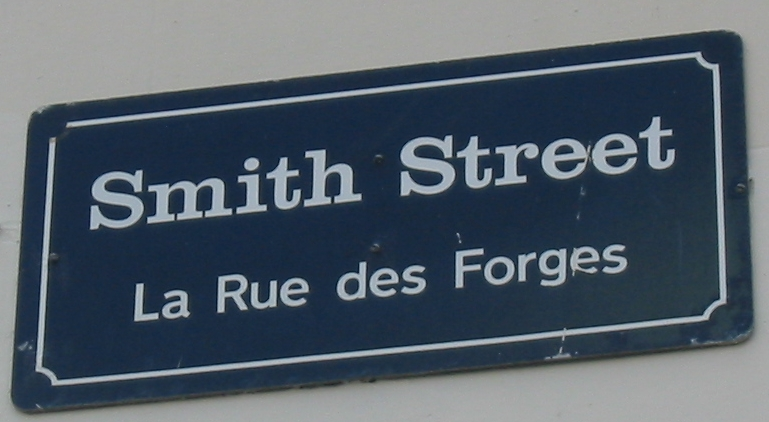
Smith Street / La Rue des Forges, une rue de Guernesey faisant référence aux forges qui y étaient anciennement situées.

Certaines voies sont nommées pour le type de commerce ou d'industrie qui s'y tiennent, ou s'y tenaient. Cette pratique est moins courante à l'époque moderne, mais les noms peuvent avoir subsisté.
Exemple de voies :
- Carrer de les Moles à Barcelone (« rue des meules »), où les tailleurs de pierre avaient leur boutique ;
- Rue des Lombards à Paris, d'après les changeurs de Lombardie qui s'y étaient établis au XIIIe siècle ;
- Haymarket à Londres (« marché au foin »), où un marché de fourrage se tenait ;
- Les rues des Faures (forgerons), Sabaterie (cordonniers et savetiers), Vieille-Boucherie, à Bayonne.

### Sites et toponymie traditionnelle

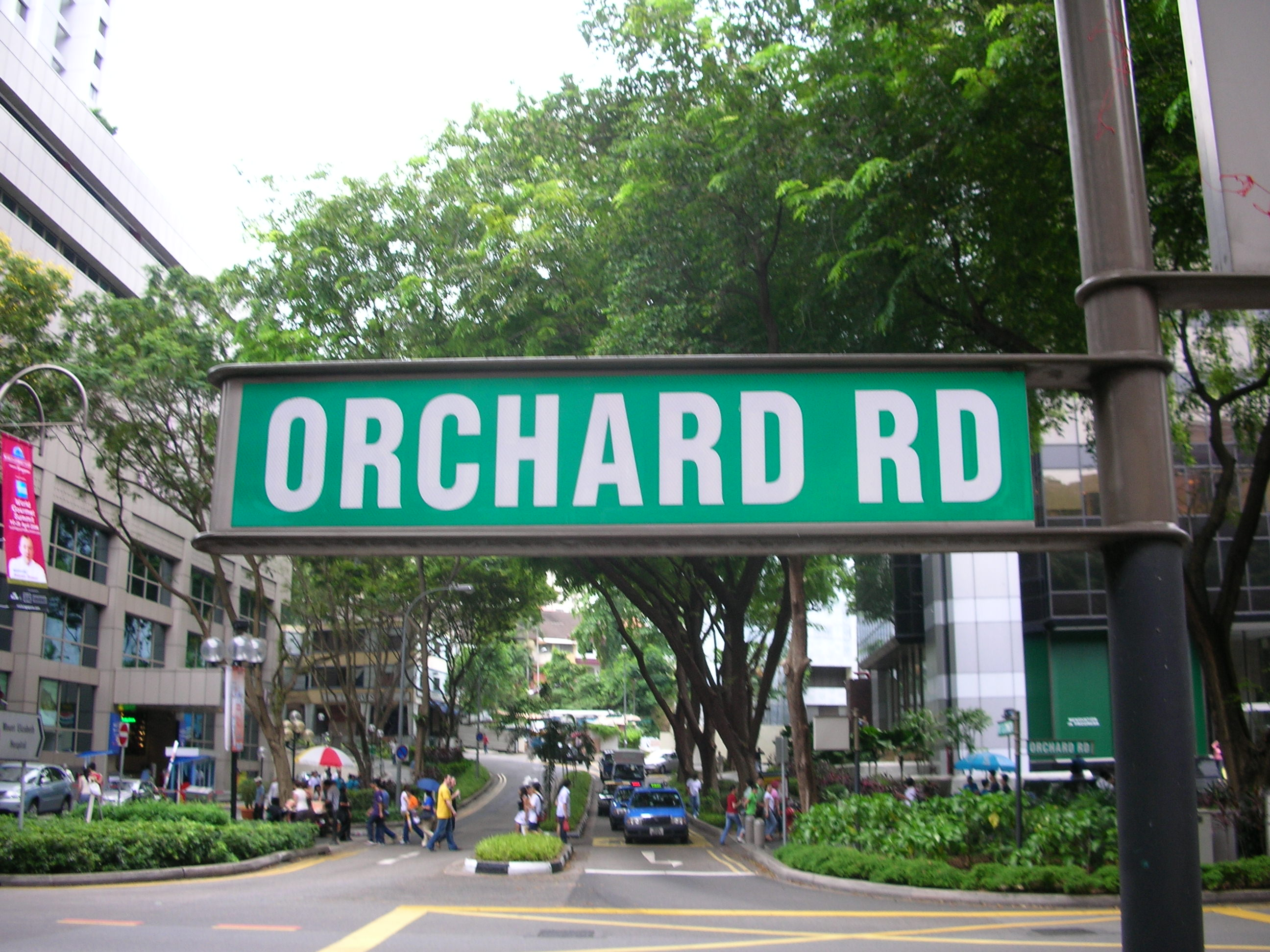
Orchard Road
(Rue des vergers), à Singapour.

Certaines voies portent le nom de lieux, monuments, édifices qui y étaient présents lors de leur ouverture. Ces sites peuvent avoir disparu tandis que le nom est resté.
Au XXIe siècle, on tend de plus en plus souvent à valoriser la microtoponymie traditionnelle des lieux où s'ouvrent de nouvelles rues, quartiers ou lotissements, donnant à ces voies les noms des terres ou anciens lieux-dits ― et microtoponymes en général ― traversés par les nouvelles rues ouvertes : par exemple, les champs ruraux dits les Prés de la Fougueraie donnent de cette façon leur nom à la nouvelle rue des Prés-de-la-Fougueraie, au sein d'un nouveau lotissement bâti sur cette ancienne petite zone rurale ; d'autres rues de beaucoup d'autres lotissements reçoivent aussi leur nom des parcelles agricoles sur lesquelles elles sont placées : tel est le cas de la rue du Moulin-de-Marion, rue du Champ-Renardier, place des Ruches, boulevard de la Mare-aux-Joncs, etc. À rebours, l'impasse de la Pierre-qui-Tourne, à Amboise, a été renommée allée Antoine Lavoisier.
L'actuelle tendance à voir la (micro)toponymie traditionnelle comme une partie du patrimoine immatériel et comme la vive histoire linguistique de la France fait que beaucoup de nouvelles rues et de nouveaux lotissements ne prennent pas de noms consacrés aux fleurs, aux arbres, aux oiseaux ou aux personnages célèbres, mais aux très anciens (micro)toponymes des champs sur lesquels on a bâti ces lotissements ou ouvert ces nouvelles rues.
Exemples :
- À Barcelone, La Rambla est une série de rues. La Rambla de Canaletes porte le nom d'une fontaine qui s'y élève toujours, mais la Rambla dels Estudis porte celui de l'Estudi General, un bâtiment universitaire démoli en 1843. La Rambla de Sant Josep, la Rambla dels Caputxins et la Rambla de Santa Monica sont nommés d'après d'anciens couvents.
- À New York, Canal Street porte le nom d'un canal qui a été remblayé pour construire la rue.
- À Londres, Crystal Palace Parade porte le nom d'un palais d'exposition qui est détruit par incendie en 1936, proche de la rue.

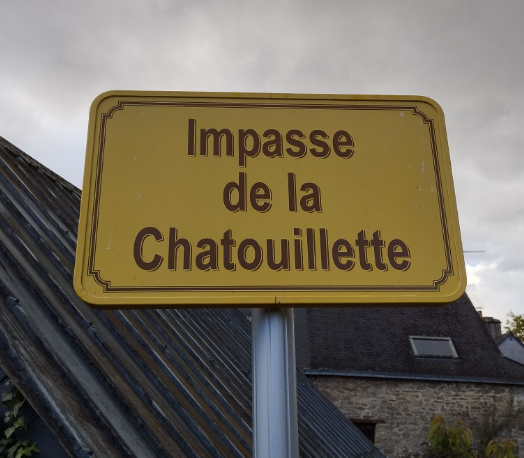
Impasse de la Chatouillette à Pleucadeuc (Morbihan, France). De nombreux visiteurs aiment se prendre en photo devant ce panneau.

### Noms auto-descriptifs
Certaines rues décrivent simplement une de leurs caractéristiques.
Exemples :
- Rue Longue, Grande Rue ;
- Rue Pavée à Paris, l'une des premières du quartier à avoir été pavée ;
- Nine Mile Ride (en), route de 9 miles de long (14 km) de Bracknell à Finchampstead dans le Berkshire, au Royaume-Uni ;
- Petite rue du Refuge à Versailles, le libellé de la voie qui indique la caractéristique ;
- Boulevard de l'Égalité à Tourcoing mène directement au cimetière.

### Directions
De nombreuses voies portent le nom d'un lieu vers lequel elles conduisent ; par exemple une ville. Celle-ci peut être située assez loin et ne pas avoir de lien direct avec la voie.
Les voies peuvent changer de nom en cours de route : par exemple, dans le Connecticut, Hartford Avenue à Wethersfield devient Wethersfield Avenue à Hartford. Au Royaume-Uni, la route entre Oxford et Banbury change de nom cinq fois, alternant entre Banbury Road (en) et Oxford Road au fil des villages.
Une variante consiste à nommer une voie d'après deux destinations qu'elle relie :
- À Orlando en Floride (États-Unis), Clarcona Ocoee Road[1] relie Clarcona et Ocoee, via Apopka, Lockhart, etc. ;
- En Australie, la Jindivick–Neerim South Road[2] relie les villes de Jindivick (en) et Neerim South (en) ;
- À Marseille en France, le chemin du Merlan-à-La Rose[3] relie les quartiers du Merlan et de La Rose ;

Il est également possible de nommer une voie d'après une zone qu'elle évite : la Newbury bypass (en) (« déviation de Newbury ») évite précisément la ville de Newbury au Royaume-Uni.

### Personnalités

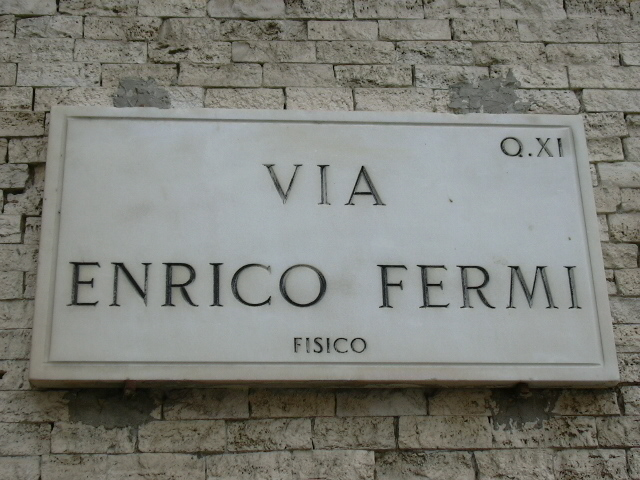
La rue Enrico Fermi (physicien) à Rome.

Certaines voies portent le nom de personnalités diverses (odonymes anthroponymiques appelés patro-toponymes). De nombreuses possibilités existent :
- une personne célèbre qui a vécu ou travaillé à proximité. Par exemple, à Paris, l'avenue Victor-Hugo porte le nom de l'écrivain Victor Hugo qui y résida lors des dernières années de sa vie (une lettre fut adressée à l'écrivain, à la fin de sa vie, avec cette adresse : « M. Victor Hugo, en son avenue, Paris »)[5].
- une figure historique majeure. Par exemple, le boulevard René-Lévesque à Montréal, le boulevard Léopold III à Bruxelles ou la rue Pasteur dans de nombreuses villes de France.
- une personne associée à la rue. Par exemple, la Şoseaua Kiseleff à Bucarest porte le nom du gouverneur Paul Kisseleff, qui en ordonna la construction.

Certaines juridictions restreignent les nommages de voies d'après des personnalités. Par exemple, beaucoup de villes dans le monde, telles que Paris, Birmingham ou Stockholm, ne donnent de nom de voie qu'à une personne décédée. En France, la personnalité dont le nom est le plus donné est Charles de Gaulle,.

### Dates
De nombreuses voies et places portent le nom d'une date particulière, en souvenir d'un événement survenu à cette date.
En France, les dates les plus usitées sont celles marquant la fin des conflits récents, comme on peut l'observer sur les sites de géolocalisation ou de listage des odonymes, : Onze-Novembre (1918), Huit-Mai (1945), Dix-Neuf-Mars (1962).
D'autres dates de l'histoire de France sont également largement représentées : Quatorze-Juillet (1789), Quatre-Septembre (1870), Dix-Huit-Juin (1940), etc.

### Thèmes
Des groupes de voies d'une même zone peuvent parfois être nommées suivant un thème particulier. Par exemple, le projet de la place de France projetée par Henri IV dans le nouveau quartier du Marais donna naissance à une série de voies reprenant le nom des différentes provinces françaises : rue de Bretagne, rue de Poitou, rue de Picardie, etc. De même, à Washington, chacun des 50 états des États-Unis a donné son nom à une avenue (par exemple, Pennsylvania Avenue relie le Capitole à la Maison-Blanche). Ces avenues traversent le plan en damier de la ville en diagonale.

### Nomenclature systématique

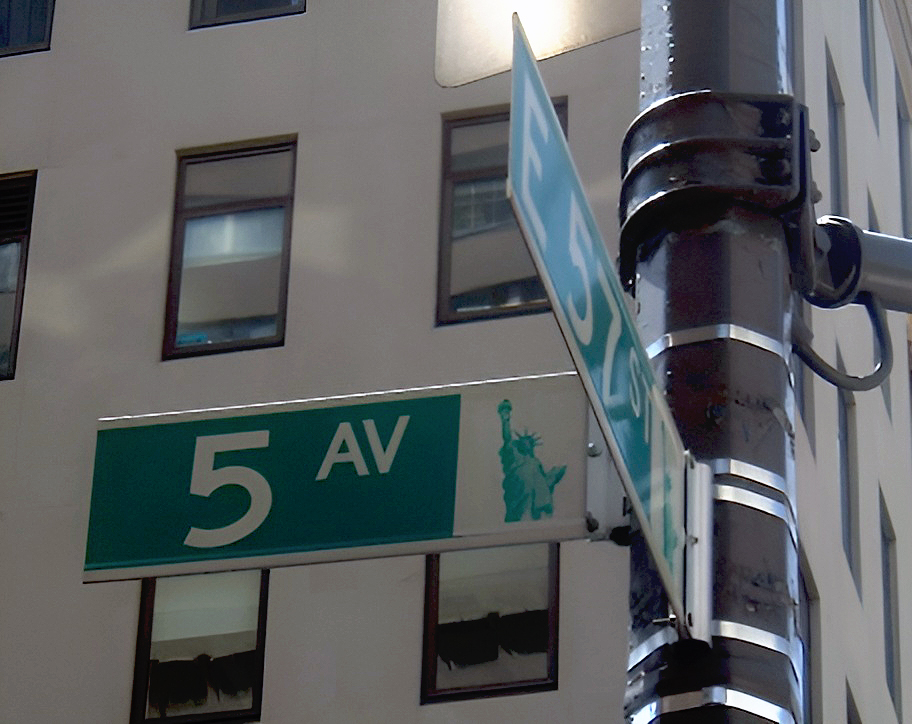
Plaque de rue à New York.

Dans de nombreuses villes suivant un plan en damier, les rues portent un nom permettant de les situer les unes par rapport aux autres. Par exemple, le Commissioners' Plan de 1811 pour Manhattan prévoyait des numéros pour les rues parallèles au petit axe de l'île et des numéros et des lettres pour les avenues parallèles au grand axe. À Washington, le plan initial prévoyait que les rues nord-sud portent des numéros croissants depuis le Capitole et les rues est-ouest des lettres. Au fil de la croissance de la ville, les rues est-ouest au-delà de W Street reçurent des noms de deux syllabes dans l'ordre alphabétique (par exemple Belmont Street, Clifton Street, Euclid Street), puis des noms de trois syllabes (Allison Street, Buchanan Street, etc.), puis finalement des noms liés aux fleurs et aux arbustes (Aspen Street, Butternut Street, Cedar Street, etc.), toujours dans l'ordre alphabétique.
Ce système est parfois utilisé pour des lieux qui ne suivent pas un plan en damier comme dans le comté d'Arlington en Virginie.

## Changements de nom

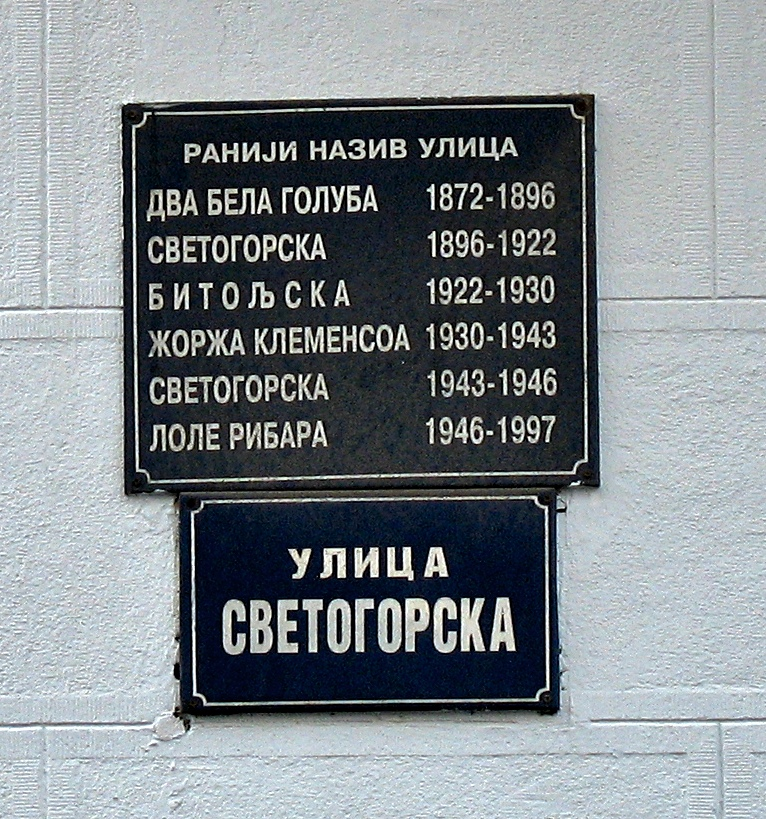
Улица Светогорска (rue Svetogorska : rue de la Sainte-Montagne) à Belgrade.
Initialement улица Два Бела Голуба (rue des Deux Colombes Blanches) en 1872, elle a été renommée улица Светогорска en 1896, улица Битољка (rue de Bitola) en 1922, улица Жоржа Клеменсоа (rue Georges Clemenceau) en 1930, à nouveau улица Светогорска en 1943, улица Лоле Рибара (Lola Ribar) en 1946 et finalement de son nom actuel en 1997.

### Généralités
Les noms des voies peuvent changer au fil du temps, pour de nombreuses raisons. Par exemple, l'actuelle rue de la Petite-Truanderie à Paris, petite voie qui existe au moins depuis le XIIIe siècle, s'est également appelée rue d'Ariane, rue d'Arienne et rue du Puits-d'Amour, sa désignation a évolué simplement au cours des siècles. L'évolution des villes peut également conduire à modifier les noms : toujours à Paris, l'ouverture de la rue du Pont-Neuf a conduit à la suppression des rues Estienne, Tirechappe et de la Tonnellerie, ainsi que de la place des Trois-Maries.
À Metz, le « Kaiser-Wilhelm-Ring » devient en 1918 l'« avenue du Maréchal-Foch ».

### Changement politique

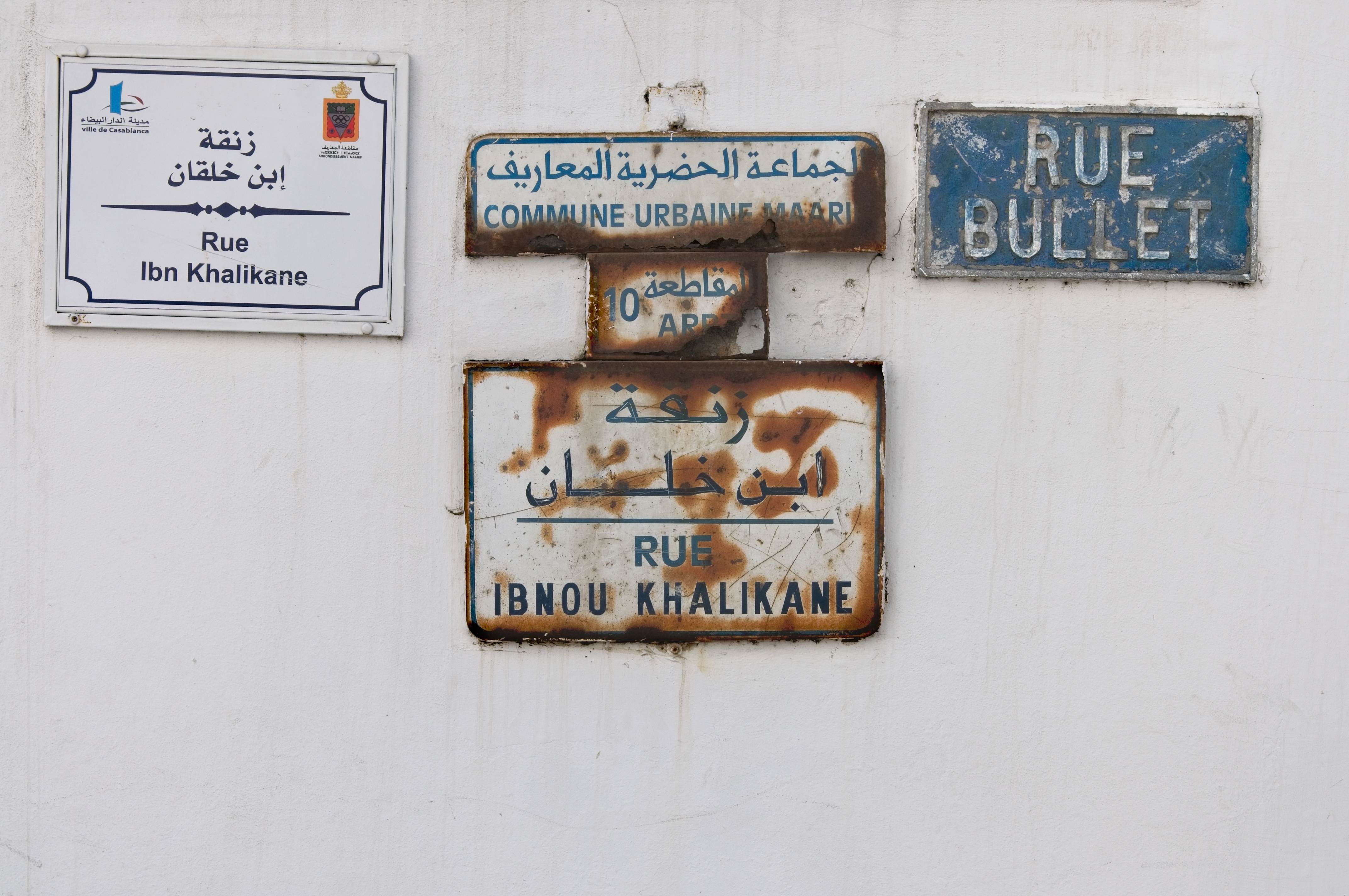
La rue Bullet à Casablanca rebaptisée après le protectorat français.

Certains noms sont modifiés lors de changement de régime ou de politique. Par exemple, à la suite de l'indépendance du Zimbabwe en 1980, les noms des colons britanniques furent remplacés par ceux des leaders zimbabwéens. En Afrique du Sud, plus de vingt ans après la fin du régime d'apartheid, le renommage de rues continue à faire débat, notamment à Pretoria. À la suite de la chute de la République démocratique allemande et la réunification de l'Allemagne en 1990, beaucoup de rues portant les noms de communistes furent rebaptisées par leurs noms originels, ou de nouveaux noms leur furent donnés. À Caen, la place de la République a changé trois fois de nom au gré des changements de régime : place Royale à sa création au XVIIe siècle, de la Liberté pendant la Révolution française, à nouveau place Royale au XIXe siècle, avant de prendre son nom actuel en 1883. En 2024, de nombreuses communes partout en France décident de débaptiser leurs rues, avenues, places Abbé Pierre après les révélations d’agressions sexuelles visant ce dernier.
Il est également possible de modifier le nom d'une voie pour commémorer un événement (victoire militaire, etc.) ou une personnalité : à Paris, en 2003, une partie des quais des Tuileries et du Louvre a été dénommée quai François-Mitterrand en mémoire de l'ancien président. Pendant la période de l'apartheid et l'emprisonnement de Nelson Mandela, plusieurs rues autour d'ambassades d'Afrique du Sud furent renommées en son honneur.
Certaines rues sont renommées pour éviter les associations négatives. Malbone Street à New York devint Empire Boulevard après le déraillement meurtrier d'un train de la Brooklyn Rapid Transit Company à cet endroit en 1918. À Montréal, la rue Cadieux fut renommée rue de Bullion car le terme original était connu pour ses anciens lupanars. Pendant la Première Guerre mondiale, de nombreuses rues portant des termes liés à l'Allemagne (comme « Berlin » ou « Hambourg ») furent modifiées en France, au Royaume-Uni et aux États-Unis.

### Uniformisation
Lors de modifications territoriales, il arrive que des voies soient renommées suivant un système uniformisé. Par exemple, lorsque Georgetown cessa d'avoir une existence indépendante de Washington, les rues de Georgetown furent renommées pour suivre les conventions de Washington.

### Changement de langue
Les noms des voies peuvent être affectés par un changement de langue officielle. Après la mort de Francisco Franco, la transition démocratique espagnole accorde à la Catalogne le statut de communauté autonome où le catalan est langue coofficielle. Certains noms de rues de Catalogne changent intégralement, tandis que la plupart adoptent une traduction en catalan de leur nom précédent en castillan ; par exemple, la calle San Pablo (rue Saint-Paul) de Barcelone devint carrer Sant Pau.
Similairement, les noms de rues en anglais furent modifiés en français au Québec pendant les années 1970.
Pendant la Seconde Guerre mondiale, après l'annexion de fait de l'Alsace et de la Moselle, dans le cadre de la germanisation et de la nazification de la région, les noms des rues et places sont traduits en allemand ou rebaptisés du nom d'un fidèle du parti nazi. À la Libération, les rues reprennent leur nom d'avant-guerre et de nombreuses rues se voient attribuer des noms de personnes, d'événements et d'unité militaire en rapport avec le conflit.

### Changement d'orthographe
Les noms de rues peuvent être légèrement modifiés à la suite de modifications ou de rectifications orthographiques.

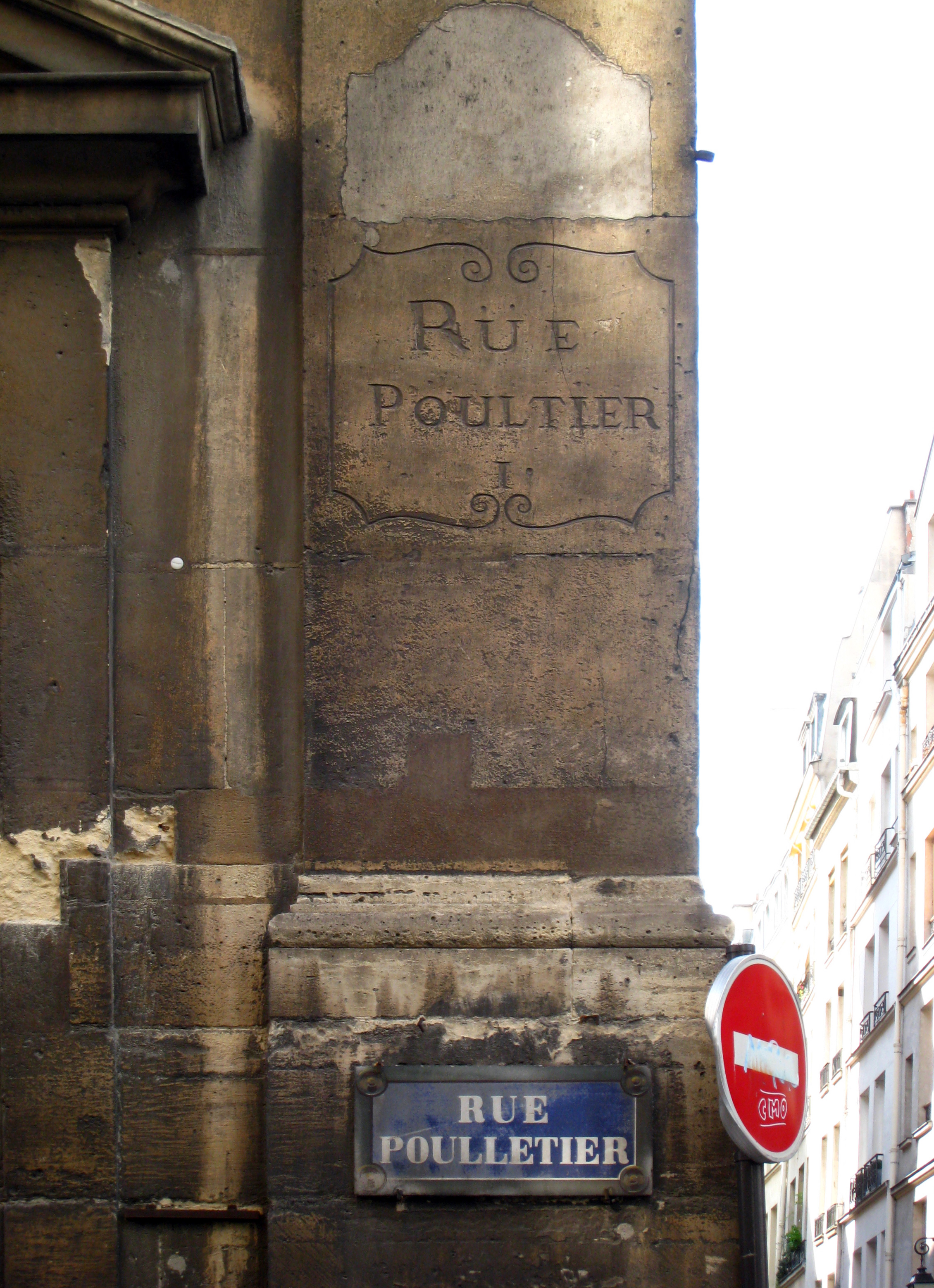
La rue Poulletier à Paris, orthographiée « Rüe Poultier » dans l'inscription encore visible dans la pierre.
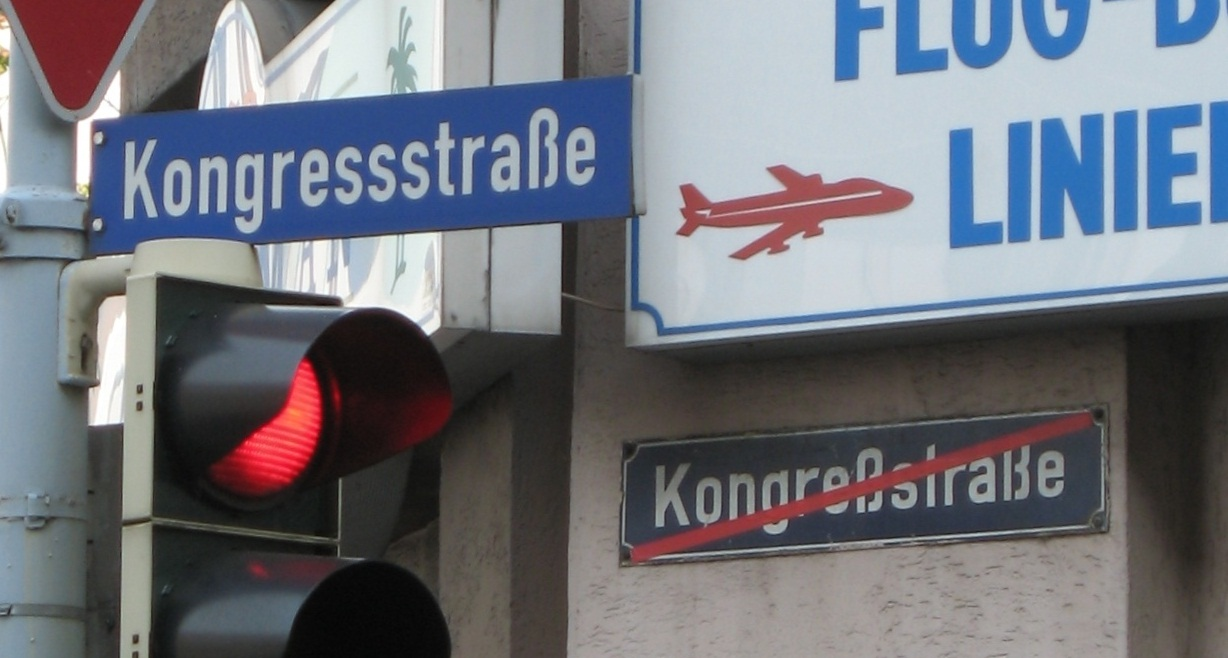
Angle de la Kongressstraße à Aix-la-Chapelle, dont le nom Kongreßstraße est barré, suivant la réforme orthographique de 1996.
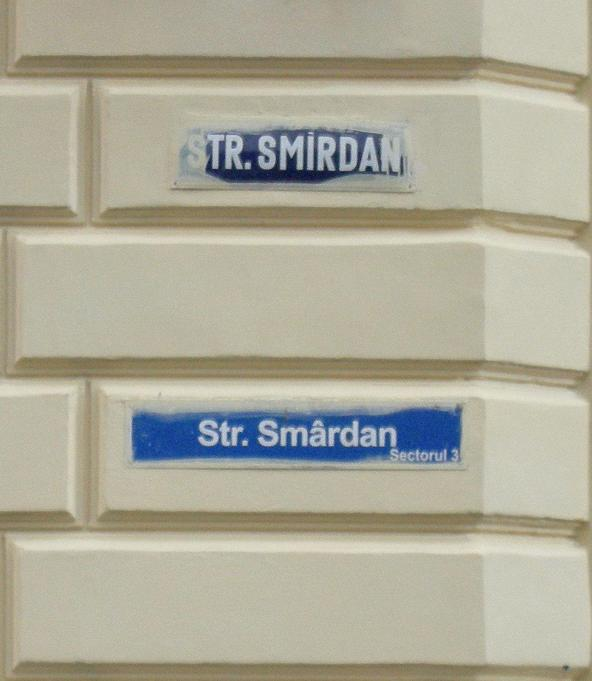
Strada Smîrdan/Strada Smârdan (rue de Smârdan), plaque de Bucarest indiquant les deux orthographes du même nom, avant et après la réforme de 1993.

## Valeurs véhiculées par l’odonymie
Au même titre qu’un pays, une ville se veut le porte-drapeau de certaines valeurs. Le fait est que ce sentiment se traduit dans le nom des rues et des places parce que l’attribution des noms est le privilège des municipalités. Chaque ville défend, par ses plaques, l’image qu’elle donne d'elle-même et la plupart du temps ses habitants soutiennent cette image. Une ville religieuse mettra en avant ses lieux saints et les piliers de la religion qu’elle accueille, « rue du Mausolée » ou « place de la Miséricorde ». Une ville qui se veut à l'avant-garde de l’urbanisme choisira ses noms parmi les grands architectes. De même, Paris est la ville où le nombre de rues portant le nom d’un soldat (surtout des officiers) est le plus important au monde (juste devant Londres) afin d'illustrer le passé combatif et courageux de la cité.[réf. nécessaire]
Selon les pays, la volonté politique exprime des images différentes. En Angleterre, l'accent est mis sur l'Empire britannique. En France, la plupart des villes arborent une rue de la République, souvent héritière d'une rue Impériale issue des percées haussmanniennes du XIXe siècle. Aux États-Unis, on met l'accent sur la déclaration d'indépendance. En Allemagne, ce sont les philosophes et les compositeurs, en Italie les artisans de l'unification.
Il est rare de trouver des odonymes qui soient légion dans tous les pays. Bien sûr, les nombreuses rues, quartiers et places « des États-Unis », comme le boulevard des États-Unis à Lyon, montrent bien la théorie de l'image commune que veulent se donner les pays occidentaux. L'odonyme « États-Unis » était très utilisé durant les années 1960-1970 pour signifier la réussite économique, les urbanistes l'ont souvent donné à des quartiers nouveaux. De la même manière, beaucoup de villes anglo-saxonnes utilisent le nom de « Paris Street » ou « France Avenue » pour indiquer la rue où se trouve le théâtre ou les galeries d'art.
Pour ce qui est de trouver des personnes qui aient donné leur nom à des voies dans plusieurs pays, la tâche est plus difficile. En effet, peu nombreuses sont les personnalités qui ont imposé leur nom au point de passer les barrières nationalistes inhérentes à toute institution étatique. Notons cependant des noms comme Mozart, Martin Luther King ou Kennedy, ou quelques saints chrétiens comme sainte Marie, saint Georges et saint Nicolas.
Il y a parfois contradiction dans les termes : de nombreuses municipalités ont donné à des quartiers nouveaux des noms champêtres ; il y a ainsi abondance de rues « des Lilas » ou « des Saules » voire « des Canaris » dans les quartiers urbains créés depuis les années 1960, qu'il s'agisse de barres d'immeubles ou de quartiers pavillonnaires. Ces noms passe-partout ont les qualités suivantes : ils sont faciles à identifier, simples à retenir et ne portent pas de valeurs sensibles (politiques, religieuses, historiques, etc.). En contrepartie, ils n'apportent aucune information sur la ville, il s'agit de noms purement fonctionnels.
Plus récemment, l'odonymie devient un terrain pour divers types de revendications militantes,.
En Italie, les vie fittizie (« rues fictives ») sont des voies qui existent d'un point de vue administratif mais n'ont aucune réalité géographique. Elles ont été administrativement créées après la Seconde Guerre mondiale afin de donner aux personnes n'ayant pas de domicile sédentaire une adresse légale. De nombreuses rues fictives portent des noms sans recherche particulière, tels que Via del Comune (« rue de la commune ») ou Via dell'Anagrafe (« rue du registre »). Toutefois, certaines communes ont pris la peine de leur donner des noms de personne, comme Rome, qui a nommé la sienne Via Modesta Valenti, du nom d'une femme sans-abri morte à Stazione Termini le 31 janvier 1983, Bologne, qui a nommé la sienne Via Mariano Tuccella,, ou Vicence, qui a nommé la sienne Via santa Giuseppina Bakhita, du nom de Joséphine Bakhita. À l'inverse, certaines municipalités donnent volontairement à leur rue fictive un nom dévalorisant ou dégradant, comme « rue de la solidarité », « rue de la charité » ou même « rue sans adresse fixe », ce qui renvoie une image perpétuellement dégradée aux personnes qui y résident administrativement.

## Une autre vision des noms de rues
Aux États-Unis, les grandes villes de l'est n'ont jamais utilisé les noms que pour les grandes voies et aussi pour les plus anciennes. La plupart du temps, pour un souci de repérage et de facilité, les rues ont été numérotées. Ainsi, en Amérique du Nord, le nom de rue le plus répandu est « Second Street », et le suivant est « Third Street » (« First Street » n'est pas le nom de le plus répandu puisque certaines villes utilisent plutôt « Main Street », ce qui partage le taux d'attribution).
Toujours par facilité, les villes, et surtout celles qui se dotent (comme les villes nouvelles contemporaines) ou qui refondent leurs noms de rues, adoptent des noms de fleurs ou d'arbres. Ces noms-là n'entrent que très rarement dans les études.
Il faut également noter les traditions locales. Souvent elles s'appuient sur le milieu naturel antérieur à la fondation de la ville. On trouve aussi des appellations traditionnelles à une région : la « rue de la Cave » dans les régions viticoles, la « place du Peuple » dans les villes de tradition marxiste, etc.
Enfin, l'odonymie peut se glisser dans des œuvres de fiction : la rue du Labrador et la rue Morgue en sont deux célèbres exemples.

## Pistes cyclables

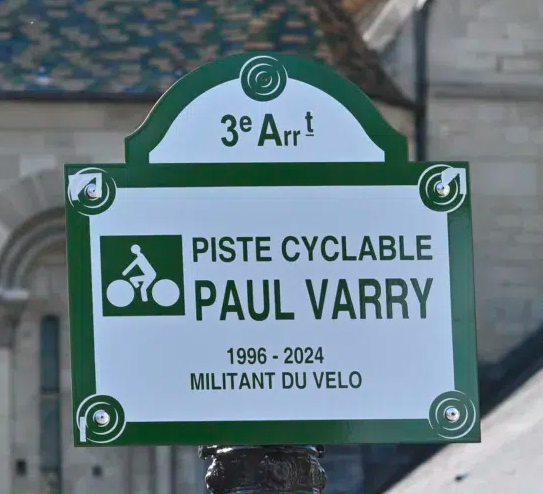
Panneau de la piste cyclable Paul-Varry près du Square du Général-Morin à Paris 3ᵉ arr.

Dans les 2e et 3e arrondissement de Paris, la « Piste cyclable Paul Varry », du nom d'un cycliste tué par un automobiliste en SUV, est la première piste cyclable parisienne portant un nom.

### Ressource radiophonique
- Jean-Noël Jeanneney, « Nommer les rues : mémoire commune, mémoires divisées » [audio], émission Concordance des temps (58 min), France Culture, 30 décembre 2023 (rediffusion du 5 janvier 2008).